# Jacqueline Hughes-Oliver
Jacqueline Mindy-Mae Hughes-Oliver là một nhà thống kê người Mỹ gốc Jamaica, người có sở thích nghiên cứu khám phá thuốc và hóa học. Cô là giáo sư tại Cục Thống kê của Đại học bang North Carolina (NCSU).

## Giáo dục và sự nghiệp
Hughes-Oliver sinh ra ở Jamaica, nơi cô lớn lên và đi học, sống với bà ngoại ở đó trong khi mẹ cô làm việc ở Mỹ, tại Cincinnati. Cô trở thành công dân Hoa Kỳ năm 12 tuổi và chuyển đến Hoa Kỳ năm 15 tuổi. Cô tốt nghiệp magna cum laude về toán học tại Đại học Cincinnati năm 1986, và lấy bằng tiến sĩ thống kê tại NCSU năm 1991, trở thành tiến sĩ người Mỹ gốc Phi đầu tiên trong khoa của cô. Luận án của cô, được giám sát bởi William H. Swallow, liên quan đến thử nghiệm nhóm thích nghi.
Sau khi đảm nhận vị trí tạm thời tại Đại học Wisconsin tại Madison, Hughes-Oliver trở lại NCSU với tư cách là giảng viên vào năm 1992. Tại NCSU, cô đã chỉ đạo Trung tâm Thám hiểm Nghiên cứu Cheminformatics, một nhóm nghiên cứu lớn mà cô thành lập năm 2005 với một khoản trợ cấp lớn từ Viện Y tế Quốc gia và chỉ đạo chương trình sau đại học về thống kê bắt đầu vào năm 2007. Cô cũng từng làm giáo sư thống kê tại Đại học George Mason từ năm 2011 đến 2014, nhưng vẫn giữ vị trí của mình tại NCSU và trở lại với nó.

## Giải thưởng và danh dự
Năm 2007, Hughes-Oliver được bầu làm thành viên của Hiệp hội thống kê Hoa Kỳ. Cô là người chiến thắng giải thưởng Blackwell-Tapia năm 2014, được trao cả những đóng góp của cô cho phương pháp và ứng dụng thống kê và những nỗ lực của cô để tăng tính đa dạng của khoa học toán học.